# 사구

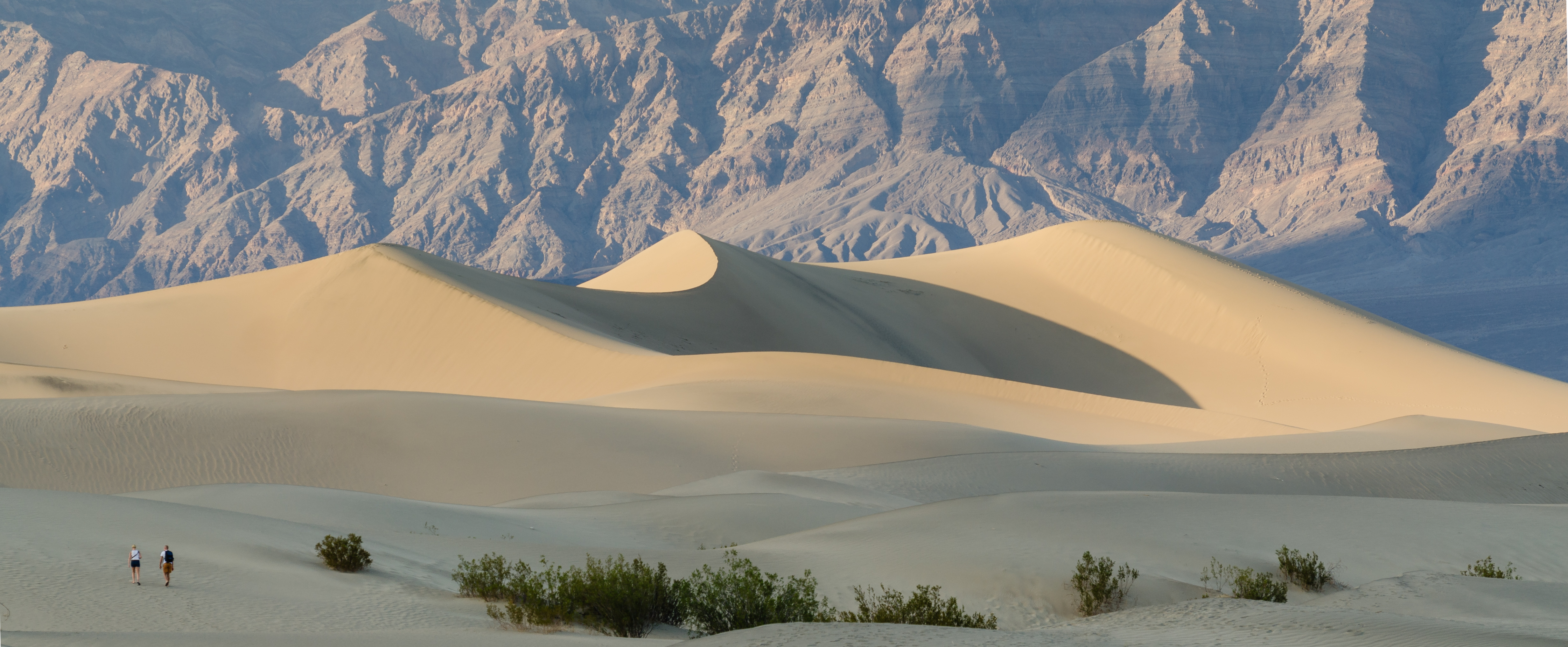
데스밸리의 사구

사구(砂丘)는 바람에 의하여 모래가 이동하여 퇴적된 언덕이나 둑 모양의 모래 언덕이다. 내륙 사구는 고비 사막이나 사하라 사막과 같이 대륙 내부의 사막에 흔히 이루어진다. 사구는 한 장소에 고정되지 않고 독특한 모양을 유지하면서 바람이 부는 쪽으로 이동하는 경우가 많다. 사구 사이사이에는 기반암이나 자갈층이 드러난 경우도 있고, 넓은 지면이 모두 사구로 덮인 경우도 있다. 장애물이 바람에 가로놓여 있으면 바람그늘 쪽에는 풍속이 줄어들어 모래가 잘 쌓인다. 모래알이 장애물의 바람그늘 쪽에 쌓인 모래 위로 떨어지면 이동 속도가 줄어들어 모래가 계속 해서 집적하게 된다. 모래 더미가 원래의 장애물에 비하여 너무 크게 성장하면 다시 천천히 움직이면서 이동성 사구로 발전한다.한편, 해안 사구는 바닷물의 물결을 따라 바닷가에 밀려온 모래가 사빈으로 퇴적되었다가 다시 바다로부터 불어오는 바람에 실려가 사빈의 뒷쪽에 쌓여 생긴 것으로, 대개 해안선과 나란히 생긴다. 모래가 육지 쪽으로 너무 많이 날려가면 농경지가 묻히기 때문에, 이와 같은 해안의 주민들은 방풍림이나 방사림을 조성하여 모래의 이동을 막는다.

## 건조 지역의 사구
사구는 바람과 모래 간의 상호작용에 의해 형성되는 지형으로 특히 사막에서는 주변 상황의 변화에 따라 여러 모양의 이동성 사구가 형성된다.

### 바르한
이동성 사구 중에서 모양이 가장 단순하고 기본적인 것을 바르한(barchan)이라고 한다. 바르한은 강한 바람이 한 방향으로만 부는 곳에서 잘 발달하는데 좌우의 양쪽 긑에 바람부는 쪽으로 뾰족한 날개가 뻗어 있어 평면이 마치 초승달처럼 생겼다. 바람맞이(받이) 쪽 사면은 경사가 완만하고 바람그늘 쪽은 급사면이다. 바람맞이(받이)쪽 사면 위를 바람에 불려 올라간 모래가 정상에 도달한 후에 바람그늘 쪽 사면으로 굴려 떨어지는데 급사면은 사구모래의 안식각에 의해 거의 일정하게 약 32도의 경사를 유지한다. 바르한은 모래 공급량이 많지 않은 곳에서 발달한다. 따라서 바르한 사이사이에는 모래가 없는 기반암이나 자갈이 드러난 경우가 많다.
바람맞이 쪽에서는 모래가 제거되고 그 반대쪽에서는 굴러떨어지는 모래가 추가되기 때문에 바르한은 서서이 앞으로 움직인다. 바르한이 움직이는 속도는 지표의 상태나 식생 등 여러 요인의 영향을 받는데, 특히 바르한의 크기와 높이에 반비례한다. 양쪽 날개가 바람부는 쪽으로 뾰족하게 뻗은 이유도 이 부분의 높이가 중앙부보다 낮기 때문이다. 작은 바르한은 하루에 5cm까지도 이동할 수 있지만 높이 30m, 너비 400m 정도의 큰 바르한은 몇 년간의 관측을 통해서만 그 이동 정도를 파악할 수 있다.

### 횡사구
모래의 공급이 많은 곳에서는 각각의 바르한이 횡적으로 연결되어 바람방향과 수직방향으로 사구가 이어져 형성된 횡사구가 발달한다. 모래의 공급이 많기 때문에 지면 전체가 사구로 뒤덮이게 되고 폭풍 속의 바다의 파도와 비슷한 경관을 이루게 된다. 이러한 사구로 덮인 모래사막을 사하라에서는 에르그(erg)라고 부르는데, 사하라 사막은 약 10%가 에르그로 덮여 있다.

### 종사구
종사구는 세이프(seif)라고도 불리는데 횡사구와 마찬가지로 모래가 풍부한 곳에서 잘 발달한다. 종사구는 1차적인 탁월풍과 함께 시기를 달리하면서 약간 비스듬하게 부는 2차 탁월풍이 부는 곳에서 발달한다. 2차 탁월풍은 바르한의 한쪽 날개를 비스듬한 방향으로 길게 연장시키면서 사구를 성장하게 하고 이 과정에 따라 바람이 부는 방향으로 사구가 길게 형성되는 것이다. 종사구는 인공위성 사진이 보급된 이후 광범위한 지역에 결쳐서 규칙적으로 나타난다는 사실이 밝혀졌다. 사하라 사막의 북부에서는 사구가 약간 남동쪽으로 배열되어 있고, 남쪽으로 가면서 방향이 점점 바뀌어 남부 사하라에서는 남서쪽을 향해 발달하였다. 아라비아 반도에서도 비슷한 패턴이 나타나는데 이는 아열대 고압대에서 부는 바람의 일반적인 방향과 일치하고 있다. 종사구는 그 규모가 매우 큰 것이 특징이다. 이란 북부에는 높이 200m에 너비가 1km에 이르는 것이 있는가 하면, 사하라 사막에는 높이 100m에 길이가 300km 이상 연속적으로 발달한 사례도 있다.

### 성사구
성사구는 탁월풍이 뚜렷하지 않고 대신 상승기류가 탁월하게 일어나는 곳에서 발달한다. 아라비아의 일부 지역에서 볼 수 있는 성사구는 중앙의 봉우리가 예리한 능선을 이루면서 사방으로 뻗어 있어 평면형태가 별과 같다. 큰 것은 높이가 100m에 달하기도 한다. 한 곳에 고정되어 이동하지 않기 때문에 사막을 이동하는 대상들의 길잡이로 이용되었다.

## 해안 사구
해안 사구는 바닷가에서 사빈의 모래가 해풍에 불려 내륙 쪽으로 이동하여 모래 언덕을 쌓은 것이다. 즉, 사빈은 파랑의 퇴적작용으로 형성된 것이라면 사구는 바람의 퇴적작용으로 형성된 것이다. 사빈 안쪽에 파랑의 영향이 미치지 않는 곳에는 여러 가지 사초(沙草)가 정착하게 되는데 이들 사초는 사빈에서 불어오는 모래를 고정시키면서 사구가 성장하는 것을 돕는다. 사구가 커져서 안정상태에 이르면 해송과 같은 수목도 들어선다.
보통의 해안에서는 사빈과 나란하게 발달된 사구열이 하나만 분포한다. 간혹 폭풍이 밀려오면 사구가 침식되기도 하는데 다시 모래가 공급되고 사초가 정착하면 원래의 상태로 돌아가게 된다. 그러나 사구에 콘크리트 구조물을 설치하거나 방파제를 쌓게 되면 모래의 공급이 중단되고 사빈과 함께 사구가 침식을 당하게 된다.
주변 하천으로부터 모래가 풍부하게 공급되는 해안에서는 해안선과 나란하게 여러 개의 사구열이 발달하기도 하는데 이를 비치리즈(beach ridge)라고도 한다. 사구열과 사구열 사이에는 저지대의 습지가 발달할 수 있으며 독특한 습지 생태계를 형성한다. 한편 모래의 공급이 많아도 해풍이 강한 곳에서는 내륙쪽으로 모래 이동이 심하여 비치리즈가 발달하지 않는다. 대신 건조 지역처럼 U자형의 이동성 사구가 만들어지는데 농경지와 숲이 매몰되기도 한다. 건조지역의 바르한에서는 바람이 부는 방향으로 날개가 꺽기지만 해안사구의 U자형 사구는 반대방향으로 날개가 만들어진다.

## 참고 자료
- 이 문서에는 다음커뮤니케이션(현 카카오)에서 GFDL 또는 CC-SA 라이선스로 배포한 글로벌 세계대백과사전의 내용을 기초로 작성된 글이 포함되어 있습니다.